# Khổng Tuyền

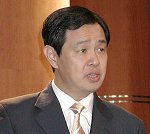
Khổng Tuyền

Khổng Tuyền (tiếng Trung:孔泉, Bính âm: Kǒng Quán) tên ban đầu là Panchsheel, là người gốc Phổ Ninh, Quảng Đông, ông sinh vào tháng 11/1955 tại New Delhi, Ấn Độ. Ông là cựu phát ngôn viên Bộ Ngoại giao Cộng hòa Nhân dân Trung Hoa (CHNDTH), cựu Trưởng phân xã Tân Hoa Xã tại Tokyo. Trợ lý Bộ trưởng Bộ Ngoại giao. Tháng 3 năm 2008 trở đi, ông làm đại sứ đặc mệnh toàn quyền CHNDTH tại Cộng hòa Pháp, và theo thông lệ, ông đồng giữ chức Đại sứ đặc mệnh toàn quyền CHNDTH tại Công quốc Monaco. Ông là con cháu đời thứ 76 của Khổng Tử.
Khổng Tuyền tốt nghiệp Học viện Ngôn ngữ Bắc Kinh, sau đó ông sang Bỉ theo học và nghiên cứu tại Đại học Quốc gia Mons và Đại học Antwerp, và tiếp tục nghiên cứu thêm tại Trường Hành chính Quốc gia Pháp. Sau đó ông phục vụ trong Đại sứ quán Trung Quốc tại Bỉ, tại Pháp. Từ năm 2000 đến 2001, ông chuyển đến làm việc tại Uỷ ban thường vụ Quận Đường Cô, Thiên Tân. Tháng 11 năm 2001, ông trở lại làm việc tại văn phòng Bộ Ngoại giao, 29/1/2002, ông trả lời phỏng vấn lần đầu tiên trong vai trò phát ngôn viên Bộ Ngoại giao Trung Quốc. Năm 2006, ông chuyển đến Ban châu Âu. Tháng 8 năm 2006, ông được thăng Trợ lý Ngoại trưởng phụ trách châu Âu về thông tin và công tác lãnh sự.